# Die Augen eines Mörders
Der Roman Die Augen eines Mörders (spanischer Originaltitel: Plenilunio), verfasst von Antonio Muñoz Molina,  erschien 1997 im spanischen Verlag Alfaguara. In der Übersetzung von Willi Zurbrüggen veröffentlichte ihn 2000 der Rowohlt-Verlag, Hamburg.

## Inhalt
Hauptperson des Romans ist ein spanischer Polizei-Inspektor, der auf eigenen Antrag aus Nordspanien in eine andalusische Kleinstadt versetzt wird. Er blickt zurück auf Zeiten ständiger Bedrohung, die sich offenbar auf das Baskenland und den ETA-Terrorismus beziehen. Seine Frau war den mit dem Beruf ihres Mannes verbundenen Belastungen seelisch nicht gewachsen und wird in Andalusien in eine psychiatrische Klinik eingewiesen.
Für den in diesem Roman ohne Namen bezeichneten Polizisten ist es nicht der erste Aufenthalt in dieser südspanischen Stadt. Nach dem Tod seiner Mutter (der Vater war politischer Gefangener der Franco-Diktatur) wird er in seiner Kindheit von Madrid aus in einem Jesuiten-Internat dieser Kleinstadt untergebracht. Einer seiner dortigen Lehrer ist Pater Orduña, der ihn fördert und ihm schließlich ein Jura-Studium in Madrid vermittelt. Entgegen den Erwartungen und Einstellungen seines Lehrers Orduña, der einem Kreis linker Christen angehört, dient sich sein ehemaliger Schüler der Diktatur an und tritt schließlich in den Polizeidienst ein.
In der andalusischen Kleinstadt sucht der Inspektor seinen vormaligen Lehrer auf, als ein Mädchen brutal misshandelt und ermordet in einem Park am Stadtrand gefunden wird. Der Pater empfiehlt ihm, den Mörder in der Stadt zu suchen und an dessen Augen zu erkennen („die Augen sind der Spiegel der Seele“).
So macht sich der Inspektor erfolglos auf die Suche. Der Mordfall erhält in den Medien eine große Resonanz, so dass der Ermittler auch kurz im Fernsehen zu sehen ist. – Das wird auch im Norden gesehen, wo er offenbar bei seinen Gegnern, die ihm nach dem Leben trachteten, nicht vergessen ist. 
Im Rahmen seiner Ermittlungen verhört er neben anderen die Lehrerin der Ermordeten, Susana Grey. Diese ist mit ihrem ehemaligen Mann nach dem Studium in dessen Heimat gezogen und hat einen Sohn, der mittlerweile bei seinem Vater wohnt. Es entsteht eine Liebesbeziehung zwischen dem Inspektor und der Lehrerin.
Parallel führt der Autor die Perspektive des Mörders ein, eines jungen Fischhändlers, dessen Alltag und Psyche zu einem weiteren Thema werden. 
Der Mörder entführt geraume Zeit später erneut ein Mädchen und misshandelt sie ebenso grausam wie die ermordete Fatima. Paula jedoch überlebt. Der Polizei gelingt es, das Verbrechen geheim zu halten. Der Täter macht sich, wie erwartet, zum Tatort auf und wird dort gefasst. Dem Inspektor sitzt bei der Vernehmung ein Mann gegenüber, der keine besonderen Merkmale besitzt und dessen Augen nichts ausdrücken, das auf ein grausames Verbrechen schließen ließe. 
Als dem Polizei-Inspektor mitgeteilt wird, er könne seine Frau aus dem Sanatorium abholen, trennt er sich von Susana Grey. Diese entschließt sich, nach Madrid zurückzukehren und lässt sich auch von dem Inspektor nicht zurückhalten. Als dieser ihre Wohnung verlässt, wartet auf der Straße sein Mörder auf ihn.

## Form
Der Roman hat den Charakter und die Spannungselemente eines Kriminalromans, widmet allerdings der Entwicklung seines Personals viel Raum. Der auktoriale Erzähler ist psychologisch dicht an den handelnden Personen, deren Aktivitäten und Perspektiven miteinander verwoben sind. Teilweise harte Schnitte wechseln zwischen Handlungsorten bzw. Protagonisten.

## Interpretation
Die Handlung des Romans spielt vor dem Hintergrund der jüngeren spanischen Geschichte. Allerdings betreffen die Franco-Diktatur und der ETA-Terrorismus ebenso wie das politische Engagement des Paters nicht den Kern des Romans über einen Kriminalpolizisten, der im beruflichen Alltag seine Emotionalität verloren hat. Trotz der in der Beziehung mit Susana Grey gewonnenen neuen Lebendigkeit gelingt ihm nicht die Befreiung aus seiner Vergangenheit. Er erhält keine neue Chance, sondern wird zum Opfer alter Verstrickungen. – Die Augen sind nicht der Spiegel der Seele.

## Quelle
Antonio Muñoz Molina „Die Augen eines Mörders“, Reinbek bei Hamburg 2000